# Upsir (kullar)
Upsir är kullar i republiken Island. De ligger i regionen Austurland, 400 km nordost om huvudstaden Reykjavík.